# Włodzisław Giziński
Włodzisław Sławomir Giziński (ur. 19 października 1952 w Działdowie) – polski lekarz, psychiatra i psychoterapeuta i polityk, w latach 1992–1993 wojewoda bydgoski, od 2006 do 2007 wicemarszałek województwa kujawsko-pomorskiego, poseł na Sejm X kadencji.

## Życiorys
Absolwent Wydziału Lekarskiego Akademii Medycznej w Gdańsku. Podjął pracę w Klinice Psychiatrii Akademii Medycznej w Bydgoszczy. W 1988 uzyskał stopień naukowy doktora, rozpoczął też prowadzenie własnego gabinetu lekarskiego. W 1989 został lekarzem wojewódzkim. Od 1992 do 1993 pełnił funkcję wojewody bydgoskiego. Po odwołaniu wrócił na uczelnię, w której przez trzy lata kierował Katedrą Medycyny Rodzinnej i Paliatywnej. Zajął się prowadzeniem prywatnego centrum medycznego.
W 2006 powrócił do działalności politycznej. W wyborach samorządowych z listy Platformy Obywatelskiej został wybrany na radnego sejmiku kujawsko-pomorskiego. W nowo powołanym zarządzie objął stanowisko wicemarszałka województwa, z którego zrezygnował w kwietniu 2007. W 2010 został radnym Bydgoszczy, mandat wykonywał do 2014.
W 2023 kandydował do Sejmu z listy Koalicji Obywatelskiej w okręgu bydgoskim, uzyskując mandat posła X kadencji z wynikiem 13 630 głosów. W 2024 z ramienia KO wystartował bez powodzenia w wyborach do Parlamentu Europejskiego z okręgu nr 2 (otrzymał 5964 głosy).

## Odznaczenia
W 1995 otrzymał Krzyż Kawalerski Orderu Odrodzenia Polski.